# Stadion Makario
Stadion Makario – wielofunkcyjny stadion w Nikozji, stolicy Cypru. 

## Historia
Został otwarty w 1978 roku. Może pomieścić 16 000 widzów.
Jest położony w pobliżu obiektów międzynarodowych targów wystawienniczych. Jest on również częścią kompleksu sportowego, tuż obok niego znajdują się mniejsze obiekty sportowe, w tym trzy hale: Eleftheria, Lefkotheo i Ewangelos Florakis. Stadion wyposażony jest m.in. w tartanową bieżnię lekkoatletyczną i oświetlenie o natężeniu 450 luksów.
W 1989 roku obiekt był główną areną 3. Igrzysk Małych Państw Europy. Do czasu otwarcia w 1999 roku nowego stadionu GSP swoje spotkania na obiekcie rozgrywały dwa najbardziej utytułowane cypryjskie kluby piłkarskie, APOEL FC i Omonia Nikozja, często grała na nim również reprezentacja kraju, rozgrywane były spotkania finałowe Pucharu Cypru i mecze o Superpuchar Cypru. Obecnie (2021) gospodarzami areny są kluby piłkarskie Olympiakos Nikozja, Ethnikos Asia, Digenis Akritas Morfu i Doksa Katokopia.